# SummerSlam (2001)
SummerSlam 2001 fue la decimocuarta edición de SummerSlam, un evento pago por visión de lucha libre profesional producido por la World Wrestling Federation (WWF). Tuvo lugar el 19 de agosto de 2001 desde el Compaq Center en San José, California. El tema musical oficial fue "Bodies" de Drowning Pool.

## Resultados
- Lucha en HEAT: Lita, Jacqueline y Molly Holly derrotaron a Torrie Wilson, Stacy Keibler y Ivory (2:55)
  - Jacqueline cubrió a Ivory después de un "Twist of Fate" de Lita.
- Edge derrotó a Lance Storm ganando el Campeonato Intercontinental de la WWF (11:16)
  - Edge cubrió a Storm después de una "Edgecution".
- The Dudley Boyz (Bubba Ray y D-Von) y Test derrotaron a The APA (Faarooq y Bradshaw) y Spike Dudley (con Molly Holly) (7:19)
  - Test cubrió a Bradshaw después de que Shane McMahon lo golpeara con una silla.
- El Campeón Peso Crucero de la WCW X-Pac derrotó a Tajiri ganando el Campeonato Peso Ligero de la WWF (7:33)
  - X-Pac cubrió a Tajiri después de un "X-Factor".
  - El título Peso Crucero de la WCW también estaba en juego.
- Chris Jericho derrotó a Rhyno (con Stephanie McMahon-Helmsley) (12:34)
  - Jericho forzó a Rhyno a rendirse con la "Walls of Jericho".
- Rob Van Dam derrotó a Jeff Hardy en una Ladder Match ganando el Campeonato Hardcore de la WWF (16:33)
  - RVD ganó tras descolgar el campeonato.
- Los Campeones Mundiales por Parejas de la WCW The Brothers of Destruction (The Undertaker y Kane) (con Sara) derrotaron a Diamond Dallas Page y Chris Kanyon en una Steel Cage Match ganando el Campeonato por Parejas de la WWF (10:13)
  - Undertaker cubrió a Page después de una "Chokeslam" y un "Last Ride".
- Kurt Angle derrotó al Campeón de la WWF Steve Austin por descalificación (22:30)
  - Austin fue descalificado por golpear a los árbitros.
  - Como resultado, Austin retuvo el campeonato.
  - Después de la lucha, Angle atacó al árbitro.
- The Rock derrotó a Booker T (con Shane McMahon) ganando el Campeonato de la WCW (15:26)
  - Rock cubrió a Booker después de un "Rock Bottom".
  - Durante la lucha, The APA (Bradshaw y Faarooq) intervino a favor de The Rock, mientras que McMahon interfirió a favor de Booker T.
  - Como resultado, el campeonato pasó al bando de la WWF y se mantuvo hasta el final de la rivalidad entre WWF y la alianza.

## Otros roles
| Comentaristas - Jim Ross - Paul Heyman Árbitros - Mike Chioda - Jack Doan - Brian Hebner - Earl Hebner - Jim Korderas - Theodore Long - Nick Patrick - Charles Robinson - Tim White | Entrevistadores - Michael Cole - Lilian García Comentaristas en español - Carlos Cabrera - Hugo Savinovich Otros - Howard Finkel - Anunciador - Shane McMahon - Stephanie McMahon - William Regal - Comisionado - Perry Saturn - - Mark Yeaton |